# 잔 프란체스코 말리피에로

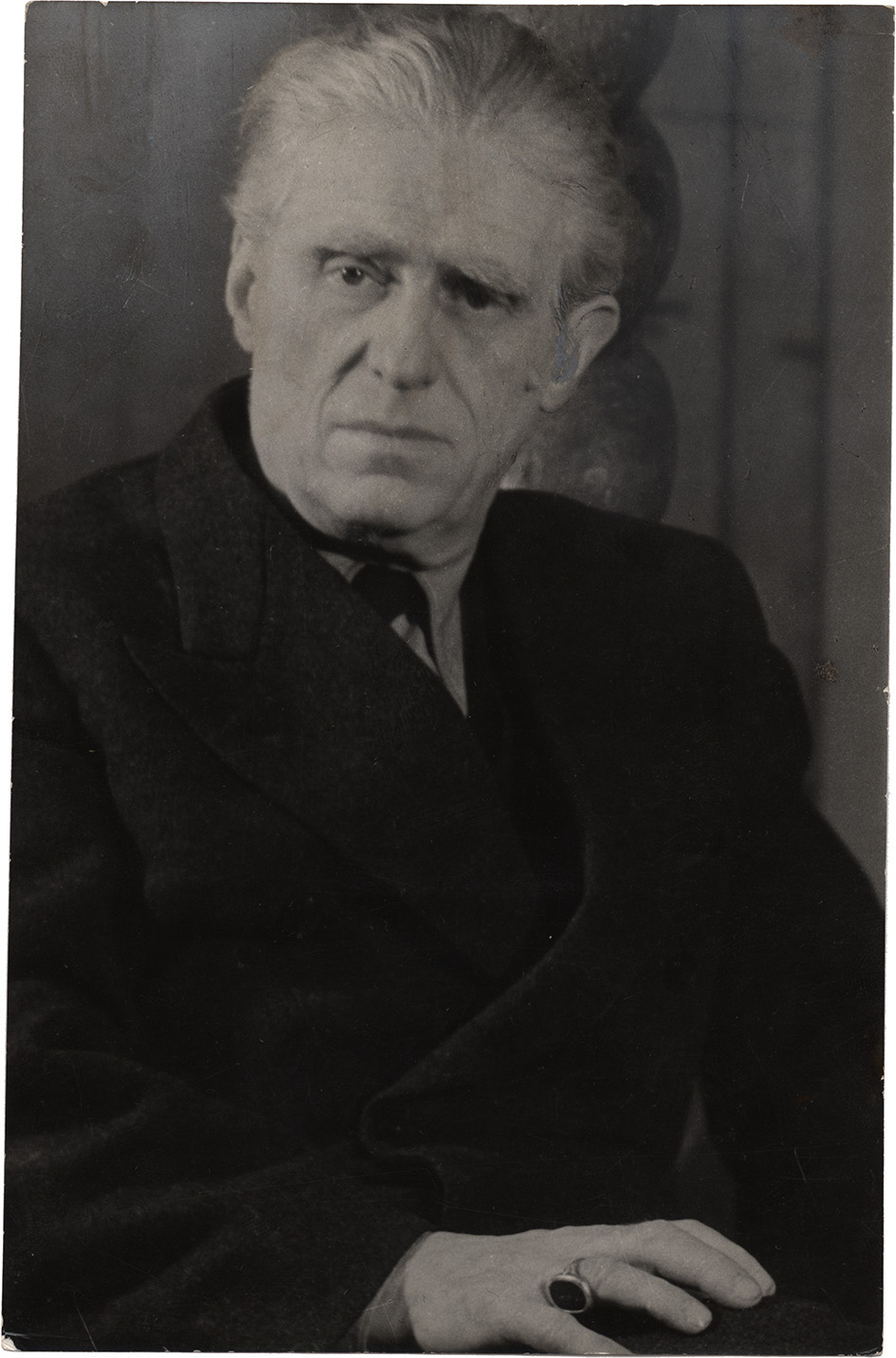

잔 프란체스코 말리피에로(Gian Francesco Malipiero, 1882-1973)는 현대 이탈리아 작곡계의 원로였으며 국제적으로 알려져 있다. 이탈리아 음악원에서 배웠으며 작곡활동에 들어갔으나 1913년 31세 때 파리로 가서 거기서 근대 프랑스 음악의 활발한 정황을 목격하고는 이탈리아 음악의 부흥을 의도하게 되었다. 이탈리아 각지의 음악원에서 교편을 잡는 한편 방대한 양의 작품을 작곡하였다. 오페라나 발레 음악 등의 극장 음악도 많지만 말리피에로의 본 영역은 기악곡이며 그레고리오 성가의 정신을 토대로 그것을 현대풍으로 소생시킴으로써 새로운 이탈리아 국민 음악을 수립하려고 노력을 거듭했다.

## 참고 문헌
- 이 문서에는 다음커뮤니케이션(현 카카오)에서 GFDL 또는 CC-SA 라이선스로 배포한 글로벌 세계대백과사전의 내용을 기초로 작성된 글이 포함되어 있습니다.